# Афанасьев, Виталий Аристархович
Виталий Аристархович Афанасьев (24 марта 1914, Орлов, Вятская губерния — 4 ноября 1981) — учёный-зоотехник, доктор сельскохозяйственных наук, Заслуженный зоотехник Российской Федерации.

## Биография
Родился в Орлове Вятской губернии (ныне — Кировская область) 24 марта (6 апреля) 1914 года.
Окончил Урюпинский сельскохозяйственный техникум, затем Всесоюзный зоотехнический институт пушно-сырьевого хозяйства (1935).
В годы Великой Отечественной войны — с 1941 года в действующей армии, политруком 98-й стрелковой дивизии; в 1943 году — после ранения на фронте и выздоровления демобилизован и назначен директором совхоза «Путятин» в Приморском крае. С конца 1944 года — начальник Главного управления звероводческих и кролиководческих совхозов Народного комиссариата внешней торговли (Главзверовода) — Министерства внешней торговли СССР; в 1949 — начальник Главзвероводства Министерства совхозов СССР, в 1957 — начальник Всероссийского производственно-научного объединения по звероводству Зверопрома РСФСР.
Являлся организатором и ведущим специалистом новой отрасли животноводства — промышленного звероводства в СССР, в его бытность руководителем этой отрасли народного хозяйства производство пушнины в звероводческих совхозах значительно выросло: от 17 тысяч штук в 1945 г. — до 78700 штук в 1980 г.
В 1961 году В. А. Афанасьев удостоен учёной степени кандидата сельскохозяйственных наук, затем в 1969 — доктора сельскохозяйственных наук; по теме пушное звероводство им опубликовано около 70 научных работ.

## Награды, звания
- орден Ленина
- орден Октябрьской революции
- орден Трудового Красного Знамени
- орден Красной Звезды
- орден Отечественной войны I степени
- орден Знак Почета — дважды
- Заслуженный зоотехник Российской Федерации

## Память
Имя учёного Виталия Аристарховича Афанасьева присвоено Научно-исследовательскому институту пушного звероводства и производства пушнины (1991).